# Крамер, Хайе
Хайе Крамер (Хайэ Крамер, нидерл. Haije Kramer; 24 ноября 1917, Леуварден — 11 июля 2004) — нидерландский шахматист; международный мастер (1954).

## Спортивная биография
Свою шахматную карьеру Хайе Крамер начал во время Второй мировой войны — в 1940 году стал четвёртым на соревнованиях в Барне, третьим в Гааге и четвёртым в Леувардене, а в 1941 году занял пятое место в Барне. В 1942 году Хайе принимал участие в чемпионате Нидерландов по шахматам.
После окончания войны, в 1946 году, он был третьим на шахматном турнире Вейк-ан-Зее, затем выиграл соревнования в Лейдене и поделил 6-8 место в Зандаме. В 1947 году в Барне Крамер поделил 2-3 место с Джорджем Аланом Томасом и стал первым в Леувардене, в 1948 году занял второе место в турнире в Неймегене, в 1949 году — выиграл в Вимперке, а в 1951 году — стал третьим на соревнованиях в Бевервейке. Дважды участвовал в зональных турнирах: был 11-м в Бад-Пирмонте в 1951 году и 8-м — в Мюнхене в 1954 году.
Хайе Крамер семь раз представлял Нидерланды на Шахматных олимпиадах (1950—1962) и получил индивидуальную бронзовую медаль в Мюнхене в 1958 году.
Награждён званием международный мастер в 1954 году и званием гроссмейстер ИКЧФ в 1984 году.